# 張維達
張維達（1957年11月18日—），中華民國外交官。畢業於喬治·華盛頓大學國際關係研究所碩士，曾任外交部歐洲司科長、駐印尼臺北經濟貿易代表處一等秘書、駐亞特蘭大臺北經濟文化辦事處副處長、駐德國臺北代表處組長、駐德國臺北代表處漢堡辦事處／慕尼黑辦事處總領事銜處長、外交部中部辦事處副處長、駐德國臺北代表處法蘭克福辦事處總領事銜處長等職務。

## 職業生涯
2011年6月，民主進步黨主席蔡英文訪問歐洲，其後傳出駐德國代表處「接待不周」、「不聞不問」，外交部對此說明曾多次主動向民主進步黨中央黨部詢問是否須外館協助相關事宜，皆予以婉謝，但外交部仍交辦代表處提供期間的必要協助。駐德國代表魏武煉在蔡英文抵達柏林時，人在法蘭克福無法親自接機，但指派首席館員張維達組長至機場接機，並提供辦公室與手機號碼以便隨時聯繫；蔡英文離開柏林時，魏武煉因早已約定與德國聯邦政府重要官員餐敘洽公，亦無法親自送機，但仍指派張維達至機場送機。
2019年10月，德國執政黨基民盟／基社盟的青年聯盟舉辦「2019年德國日大會」，臺灣有3名政黨青年受邀參加，駐德國代表謝志偉與駐法蘭克福辦事處長張維達以貴賓身分受邀入座大會首排。
駐法蘭克福辦事處長張維達投書《法兰克福汇报》，對於香港修訂《逃犯條例》草案引發的大規模抗議活動、臺灣加入世界卫生组织（WHO）等問題發表看法。